# Mutebi II
Mutebi II (né le 13 avril 1955) est le 36e roi (kabaka) du Bouganda, royaume inclus dans l'actuel Ouganda, depuis 1993.

## Biographie

### Enfance et éducation
Le prince Ronald Muwenda Mutebi est né le 13 avril 1955 à l'hôpital Mulago. Il est le fils de Muteesa II, kabaka du Bouganda de 1939 à 1969 et premier président de la République d'Ouganda de 1962 à 1966. Sa mère est Sarah Nalule Kisosonkole, du clan Nikma. Mutebi est scolarisé à la Budo Junior School, à la King's Mead School dans le Sussex et au Bradfield College dans le Berkshire. Il entre ensuite au Magdalene College de l'Université de Cambridge, où il mène des études de droit. Son père l'annonce comme le futur héritier en 1969.

### Exil puis accession au pouvoir
À la mort de son père, le 21 novembre 1969, le prince Ronald Muwenda Mutebi, ayant accompli les rites funéraires traditionnels, lui succède virtuellement à la tête de la maison royale du Bouganda. Cependant, après la fin du mandat de président de Muteesa II en 1966, le coup d'État de Milton Obote puis la dictature d'Idi Amin Dada avaient dissous les royaumes traditionnels ougandais dont le Bouganda, contraignant le kabaka potentiel à l'exil. Ce n'est qu'en 1986 que le prince Mutebi retourne en Ouganda. En 1993, le président Yoweri Museveni accepte la restauration du Bouganda et d'autres royaumes traditionnels, à titre essentiellement honorifique et culturel, la politique restant menée par l'État fédéral ougandais : ce compromis permet le retour et le couronnement de Muwenda Mutebi II. Mutebi II est proclamé kabaka le 24 juillet 1993, lors de la restauration des royaumes d'Ouganda, puis couronné à Buddo le 31 juillet.

### Unions et descendance
Mutebi II a plusieurs enfants. En 1986, Vénantie Sebudandi lui donne un fils :
- le prince héritier[5] Crispin Jjunju Suuna, né en 1986 à Londres au Royaume-Uni, il suit des études en Ouganda au King's College de Budo avant de retourner au Royaume-Uni pour y poursuivre ses études.

Mutebi II a également plusieurs filles qui ont le titre de princesses  (omumbejja) et un autre fils portant le titre de prince (Omulangira): 
- la princesse Joan Tebatagwabwe Nassolo ;
- la princesse Victoria Nkinzi ;
- la princesse Sarah Katrina Ssangalyambogo, née le 4 juillet 2001 à Londres au Royaume-Uni ;
- le prince Richard Ssemakookiro.

En 1999, Mutebi II se remarie avec Sylvia Nagginda,, fille de John Mulumba Luswaata de Nkumba, Kyaddondo, membre du clan Osumu, et de Rebecca Nakintu Musoke. Le mariage a lieu le 27 août à la St. Paul's Cathedral de Kampala. En tant qu'épouse du kabaka, Sylvia Nagginda a le titre de Nnabagereka.

## Politique
En tant que kataba du Bouganda, Mutebi II porte le titre de Ssabasajja (chef des tribus). Il représente les Bagandas, tribu majoritaire au Bouganda et dans la région de Kampala, capitale de l'Ouganda.
Durant les vingt premières années du règne de Mutebi II, la cohabitation entre le pouvoir culturel du kataba et le pouvoir politique du président Museveni se déroule sans anicroche. Mais, fin 2009, des tensions se font jour entre le pouvoir politique du président Yoweri Museveni et le kataba défendant les intérêts de son royaume. Mutebi II souhaite en effet conserver un droit de regard sur les questions foncières, fort de l'étendue du Buganda, plus grand des royaumes traditionnels ougandais, qui regroupe 50 % de la population du pays ; le pouvoir politique estime que le kataba outrepasse son rôle, en théorie purement culturel puisqu'il n'a aucun pouvoir politique. En septembre 2009, l'opposition du pouvoir politique à l'organisation d'une visite officielle de Mutebi II provoque des manifestations des partisans du kataba à Kampala, violemment réprimées par le gouvernement. Le président Museveni accuse à cette occasion le colonel Mouammar Kadhafi, guide de la révolution de la Grande Jamahiriya arabe libyenne populaire et socialiste et son ancien allié, d'avoir financé les émeutiers afin d'affermir son réseau d'influence au sein des tribus ougandaises, dans des intérêts politiques et pétroliers.